# Че (буква персидского алфавита)
Че (ﭺ) — буква персидского алфавита.
Используется для обозначения звука «ч» (глухой постальвеолярной аффрикаты, МФА: /tʃ/)
Че пишется в начале слова — ﭼ ; в середине — ـﭽ ; в конце — ﭻ ; в изолированном положении — ﭺ .
В арабском алфавите такой буквы нет, поскольку нет звука «ч» в арабском языке. Персы добавили к арабской букве Джим (ج) две точки. Помимо персидского языка эта буква также использовалась и используется в появившихся под персидским влиянием письменностях тюркских и индийских народов, основанных на арабском алфавите.
В Израиле, Палестине, Ираке, странах Персидского залива буква используется для обозначения звука «г» (звонкий велярный взрывной, МФА: /ɡ/) в словах, именах, топонимах иностранного происхождения. В этих странах для транслитерации звука «ч» (МФА: /tʃ/) используется комбинация букв Та и Шин — تش.